# Poleana, Șepetivka
Poleana (în ucraineană Поляна) este un sat în comuna Novîci din raionul Șepetivka, regiunea Hmelnîțkîi, Ucraina.

## Demografie
Componența lingvistică a localității Poleana
     Ucraineană (96,98%)
     Rusă (3,02%)
Conform recensământului din 2001, majoritatea populației localității Poleana era vorbitoare de ucraineană (96,98%), existând în minoritate și vorbitori de rusă (3,02%).